# Темнохвойная тайга
Темнохвойная тайга, черновая тайга — один из основных типов тайги. В темнохвойной тайге преобладают темнохвойные ель, пихта и кедровая сосна. Растут также сосна, можжевельник, бук, берёза и другие деревья.

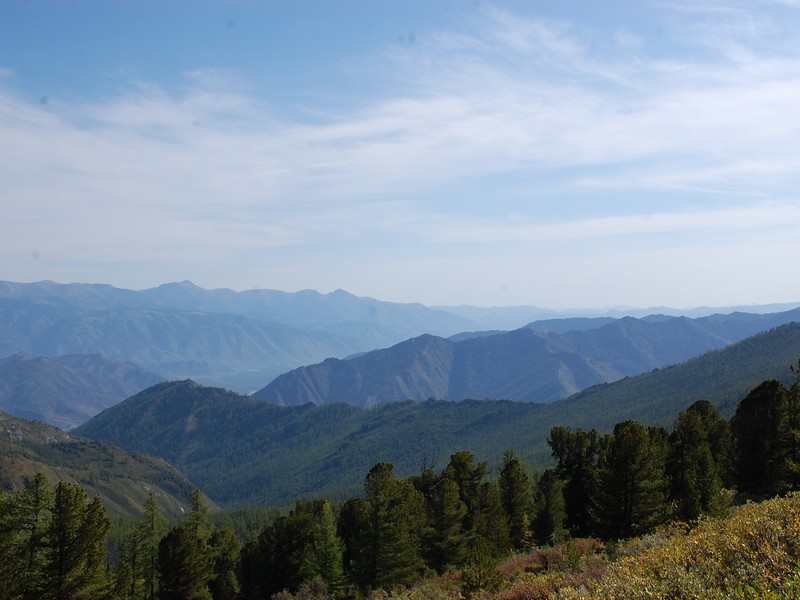
Темнохвойные леса на Алтае.

## Состав и растительность темнохвойной тайги
Темнохвойные деревья — древний элемент флоры, давно обосновавшийся в умеренных широтах Северного полушария. Темнохвойные леса формируют ландшафт в умеренно холодном и одновременно достаточно влажном климате с ослабленной континентальностью и делятся на бореальные (таёжные) и неморальные (южные — горные темнохвойные леса в горах южных лесных, степных и пустынных областей: в Карпатах, на Кавказе, в Тянь-Шане). Это леса с доминирующими видами темнохвойных деревьев: ели, пихта, кедровая сосна.
Эдификатором темнохвойных лесов выступают ель европейская (Picea abies) и ель сибирская (P. оbovata), пихты (Abies sibirica) и три кедровые сосны: Pinus cembra, P. sibirica, P. pumila. В области пересечения ареалов образуются гибридные формы, которые носят название ель финская (Picea fennica). На востоке бореальной полосы в качестве доминанта выступает пихта (Abies sibirica), а в виде примеси или содоминанта — сосна сибирская (кедр сибирский, Pinus sibirica). В темнохвойных таёжных лесах, как правило, хорошо развит моховой покров из бореальных видов зелёных мхов.
Темнохвойная тайга не отличается разнообразием растительных видов. Помимо темнохвойных пород деревьев произрастают сосна, реже лиственница, береза, в южной части таёжной полосы Европы — дуб, клён остролистый, липа, ольха серая, ильм, другие деревья и кустарники. Кустарники не формируют густых зарослей: можжевельник, смородина, рябина. В южной полосе растёт кустарниковая липа, лещина. Травяной покров с преобладанием черники, брусники, кислицы. Может произрастать линнея северная, папоротники, некоторые виды осок и злаков, плауны, грушанки, майник двулистный, седмичник. Корни растений оплетают гифы грибов.

## Климат
В связи с большим пространством и удалённостью от океанов, больше половины площади бореальной зоны имеет резко континентальный климат с сильными длительными морозами при тонком снежном покрове, что обусловливает мерзлоту грунтов. В географических зонах, где лето короткое, а зима продолжительная, начинают господствовать темнохвойные леса. Определяющие климатические показатели: среднесуточные температуры свыше +10 °С менее, чем 120 дней в году и холодный период, продолжающийся до полугода и более. Средняя температура воздуха в зоне: в июле от +14 до +18 °С. Количество атмосферных осадков способствует повышенному количеству испаряемой влаги, создавая условия для распространения бореальных темнохвойных лесов .

## Распространение
Темнохвойные леса тесно связаны с бореальной природной климатической зоной умеренного географического пояса Северного полушария. Бореальная зона с темнохвойными лесами занимает широкую полосу в Евразии от Прибалтики до Охотского моря и в Северной Америке между Атлантическим и Тихим океанами. В Евразии темнохвойная тайга распространена в основном на территории России, встречается за ее пределами лишь на Скандинавском полуострове и в некоторых районах Северной Европы.
Темнохвойная тайга растет в бореальной зоне Северной Америки, которая протягивается через весь материк с запада на восток в Канаде и США.

### В России
В России темнохвойные леса произрастают в следующих регионах:
- Северо-Запад: Республика Коми (Печоро-Илычский заповедник)[12], Карелия[13];
- Урал[14];

- Сибирь: Красноярский край[15][16], Томская область, Средняя и Южная Сибирь, центральная Якутия и южнее (с конца неогена до наших дней на территориях Якутии и Сибири непрерывно господствует тайга)[17];
- Дальний Восток[18]: Сахалин, Камчатка[19][20];
- Кавказ[21];
- Подмосковье.

В отдельные исторические периоды тайга может быть более светлохвойной или более темнохвойной, в зависимости от того, в какой стадии сукцессии она находится.